# Strange Dance
Strange Dance è il terzo album in studio del musicista inglese Philip Selway. È stato rilasciato il 24 febbraio 2023 tramite Bella Union. Arriva quasi nove anni dopo il precedente album in studio di Selway, Weatherhouse, esclusa la composizione della colonna sonora del film Let Me Go nel 2017.

## Contenuto
Selway ha descritto la sua visione del progetto come "un disco di Carole King se avesse collaborato con la pionieristica compositrice elettronica Daphne Oram e lo avesse invitato a suonare la batteria". I collaboratori includono Marta Salogni, che ha anche prodotto l'album, e Hannah Peel, Adrian Utley dei Portishead e Quinta. Selway ha scelto di non suonare la batteria nell'album, scoprendo di essere fuori allenamento e "non nella giusta mentalità", e ha arruolato la batterista italiana Valentina Magaletti.
La copertina dell'album presenta un pezzo del pittore astratto Stewart Geddes.

## Pubblicazione
Check for Signs of Life è stato pubblicato come primo singolo il 25 ottobre 2022, seguito da Picking Up Pieces il 9 gennaio 2023 e Strange Dance" l'8 febbraio 2023. Strange Dance was released on 24 February 2023 via Bella Union. Strange Dance è stato rilasciato il 24 febbraio 2023 tramite Bella Union.
Oltre alla versione standard, l'album sarà distribuito in un'edizione deluxe in vinile contenente un secondo LP composto da brani composti da Selway per il film Carmilla e la commedia della BBC Radio 3 Sea Longing, insieme a stampe aggiuntive di Geddes.

## Tracce
1. Little Things – 3:34
2. What Keeps You Awake at Night – 6:56
3. Check for Signs of Life – 4:21
4. Picking Up Pieces – 4:28
5. The Other Side – 4:11
6. Strange Dance – 5:57
7. Make It Go Away – 3:59
8. The Heart of It All – 4:14
9. Salt Air – 4:45
10. There'll Be Better Days – 4:30